# Рис, Мишель
Мишель Рис (фр. Michel Ries род. 11 марта 1998, Люксембург) — люксембургский  профессиональный шоссейный велогонщик, выступающий с 2020 года за команду мирового тура   «Lidl-Trek».

## Достижения

### Велокросс
2014-2015
2-й  Чемпионат Люксембурга (юниоры)
2015-2016
1-й  Чемпион Люксембурга (юниоры)

### Шоссе
2015
2-й  Чемпионат Люксембурга — Индивидуальная гонка (юниоры)
2016
1-й  Чемпион Люксембурга — Индивидуальная гонка (юниоры)
1-й  Чемпион Люксембурга  — Групповая гонка (юниоры)
2017
2-й  Чемпионат Люксембурга — Индивидуальная гонка U23
2018
3-й  Чемпионат Люксембурга — Индивидуальная гонка U23
9-й Джиро д’Италия U23 — Генеральная классификация
10-й Тур де л’Авенир — Генеральная классификация
2019
1-й — Этап 3 Джиро дель Валле-д’Аоста
7-й Тур де л’Авенир — Генеральная классификация
9-й Джиро ди Сицилия — Генеральная классификация